# Pradell (Preixens)
Pradell o també Pradell de Sió és un poble del terme municipal de Preixens (Noguera). El 2019 tenia 126 habitants. Està situat a la dreta del riu Sió, a la zona de regadiu del canal d'Urgell.
L'antic castell de Pradell està documentat des de l'any 1086. Molt reformat el 1738, quan fou convertit en lloc de residència. La seva església parroquial de Santa Maria depèn de Sant Pere de les Ventoses.